# Flow (zespół muzyczny)
Flow (zapis stylizowany: FLOW) – japoński zespół rockowy założony w 1998 roku. Zespół tworzy dwóch wokalistów: Keigo Hayashi i Kōshi Asakawa oraz gitarzysta Takeshi Asakawa, gitarzysta basowy Yasutarō Gotō oraz perkusista Hiroshi Iwasaki.

## Historia
Zalążek zespołu powstał w 1993 roku, kiedy bracia Asakawa zaczęli wspólne występy. W 1998 zespół przyjął nazwę Flow. Do 2000 roku do zespołu dołączyli pozostali członkowie. W 2003 roku podpisali kontrakt z Ki/oon records. Piosenki zespołu zostały użyte w takich seriach anime jak: Naruto, Naruto Shippuuden, Eureka Seven i innych.